# Teleconverter

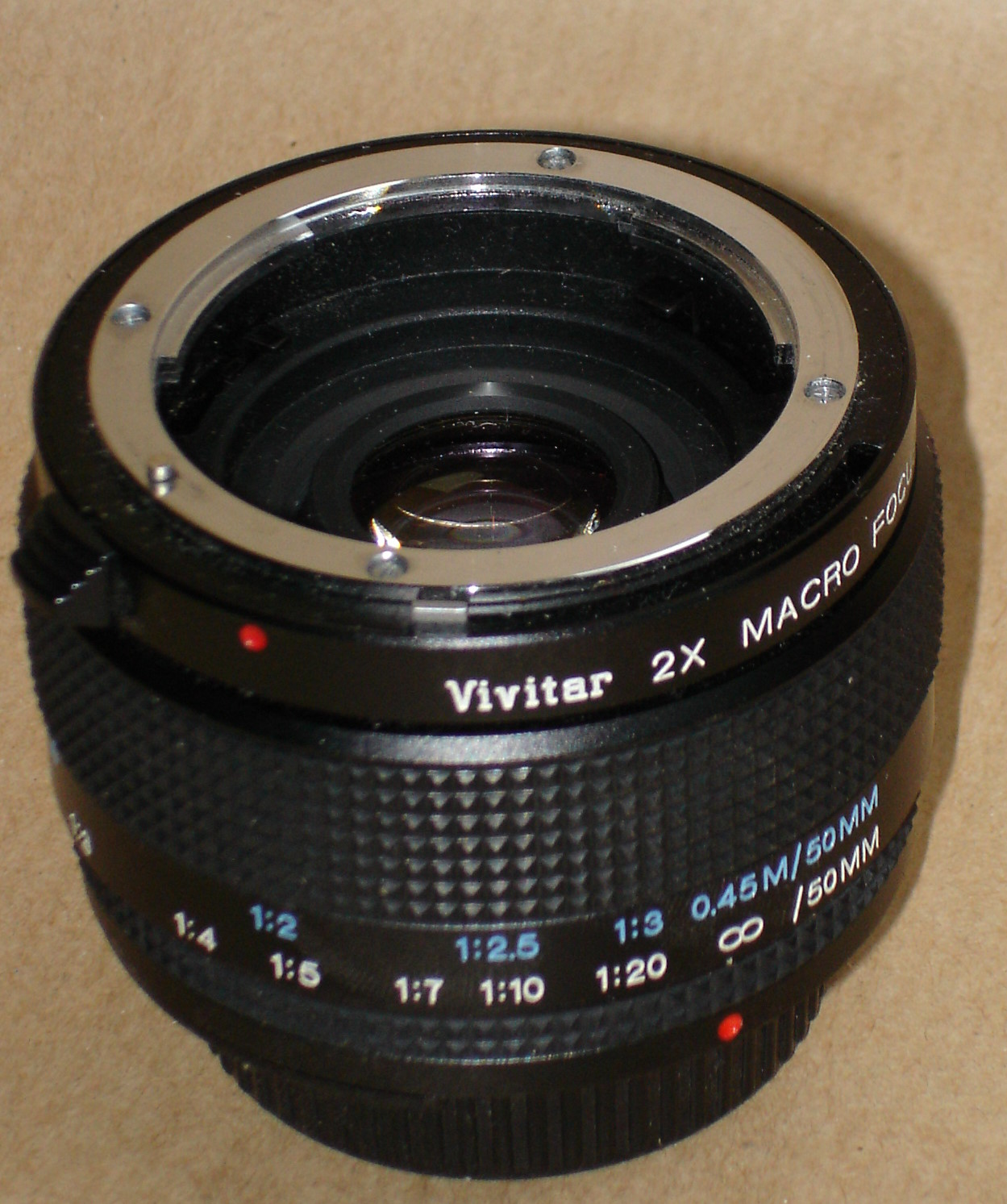
Teleconverter (tweemaal vergrotend)

Een teleconverter is een lenzenstelsel dat tussen de camera en het (verwisselbare) objectief ervan kan worden geplaatst, waardoor de brandpuntsafstand van dat objectief wordt vergroot. De beeldhoek wordt daarbij verkleind. Het effect is hetzelfde als van een telelens. Vandaar ook de naam: de teleconverter „converteert” een standaardobjectief in een teleobjectief.
Het omgekeerde bestaat ook, een groothoekconverter of telecompressor.

## Uitvoeringen
Teleconverters worden in het algemeen tussen het verwisselbare objectief en de camera geplaatst. Een dergelijke teleconverter werkt als een Barlowlens.
Afhankelijk van de uitvoering, kan de informatie over autofocus, diafragma-aansturing etc., via de converter mechanisch dan wel elektrisch tussen objectief en camera worden doorgegeven.
Voor filmcamera’s en camera’s met niet-verwisselbare objectieven bestaan teleconverters in de vorm van een voorzetlens. Een dergelijke voorzetlens werkt samen met het objectief in principe als een Galileïtelescoop.
Teleconverters zijn gangbaar in de sterkten 1,4x tot 3x. Het opgegeven getal is de factor waarmee de brandpuntsafstand wordt vergroot. Dus „2x” wil zeggen dat de brandpuntsafstand wordt verdubbeld.

## Details
Een 2x-teleconverter vergroot de brandpuntsafstand van een 50mm-objectief naar 100 mm. Een zoomobjectief met een bereik van 28...100 mm krijgt door deze zelfde converter een bereik van 56...200 mm.
Daar het nabijheidspunt (het dichtstbijzijnde punt waarop nog scherpgesteld kan worden) hetzelfde blijft, krijgt men met een teleconverter tevens een overeenkomstig grotere vergrotingsverhouding. Teleconverters zijn daardoor vaak een voordelig, gewichts- en ruimtebesparend alternatief voor een teleobjectief.

## Nadelen
Nadeel van een teleconverter die tussen objectief en camera wordt geplaatst, is een verminderde lichtsterkte in vergelijking met het basisobjectief. Doordat de apertuur van het objectief dezelfde blijft, vermindert de relatieve apertuur met dezelfde factor waarmee de brandpuntsafstand wordt verlengd. Als een teleobjectief met een brandpuntsafstand van 500 mm en een apertuur van f/8 wordt gebruikt met een 2x-teleconverter, wordt de effectieve brandpuntsafstand weliswaar 1000 mm, maar de effectieve lichtsterkte wordt f/16. Er gaat een equivalent van twee diafragmastops verloren. Bij een 3x-converter is dit 3,2 stops, en bij een 1,4x-converter slechts 1 stop. Algemeen: bij een n-maal-converter vermindert de lichtsterkte met een factor n2. In diafragmastops uitgedrukt bedraagt het lichtsterkteverlies:
{\displaystyle \log _{2}n^{2}=2\,\log _{2}n=2\,{\frac {\log n}{\log 2}}\approx 6,644\,\log n}.
Voor universeel gebruik bedoelde teleconverters zijn voor kleinbeeldcamera’s zinvol toepasbaar bij objectieven met brandpuntsafstanden van 50 mm tot 300 mm. Bij objectieven met langere brandpuntsafstanden, bij groothoekobjectieven en bij zogenaamde superzoomobjectieven veroorzaken converters te veel verlies aan beeldkwaliteit. Sommige fabrikanten bieden daarom teleconverters aan die voor een bepaald objectief of voor een bepaalde brandpuntsafstand zijn geoptimaliseerd. Dergelijke converters geven minder kwaliteitsverlies.
Kwaliteitsvermindering door een teleconverter ontstaat bijvoorbeeld door de volgende oorzaken:
- Afbeeldingsfouten van het basisobjectief worden door de converter meevergroot.
- De converter zelf heeft afbeeldingsfouten, die in het ongunstigste geval de fouten van het objectief versterken.
- De optische kwaliteit kan minder worden door centreringsproblemen, dat wil zeggen wanneer de optische assen van objectief en converter niet samenvallen.

Wanneer de converter voor een bepaald basisobjectief is geoptimaliseerd, kan men bereiken dat de afbeeldingsfouten van converter en objectief elkaar ten minste voor een deel compenseren. In principe kan de combinatie zelfs beter uitvallen dan het objectief alleen. De kwaliteit wordt echter ook beperkt door fabricageafwijkingen van het basisobjectief. Het effect daarvan wordt door de verlenging van de brandpuntsafstand onherroepelijk meevergroot. Daardoor is de combinatie van objectief en converter ook in dit geval meestal slechter dan het basisobjectief.
Een klassieke combinatie is het gebruik van een 2x-converter met een lichtsterk 2,8/300mm-teleobjectief, hetgeen een nog goed hanteerbaar „superteleobjectief” van 5,6/600 mm oplevert.
Zowel theoretisch als praktisch is het mogelijk, meerdere teleconverters tegelijk te gebruiken. Daardoor verslechteren de beeldkwaliteit en de lichtsterkte echter navenant.
Omdat een teleconverter de lichtsterkte van het objectief verkleint, kan men bij sommige camera’s de autofocus uitschakelen. Net als objectieven, geven ook sommige teleconverters instelgegevens door aan de camera, die ze ten gevolge van de teleconverter foutief interpreteert. Door in de bajonet bepaalde contacten af te plakken, kan het doorgeven van deze gegevens worden tegengehouden, zodat de autofocus alsnog werkt.